# Marcelo Larrondo
Marcelo Alejandro Páez Larrondo (Tunuyán, 16 augustus 1986) is een Argentijns voetballer die doorgaans als aanvaller speelt. Hij verruilde River Plate in 2018 voor Defensa y Justicia.

## Erelijst
| Torneo Argentino A (Winnaar Apertura) | 1x | 2006 |